# Лобанов-Ростовский, Борис Александрович
Князь Лобанов-Ростовский, Борис Александрович (1795 — 2 марта 1863) —  действительный статский советник, обер-прокурор 6-го департамента Правительствующего Сената.

## Биография
Родился в 1795 году в семье князя Александра Ивановича Лобанова-Ростовского (1754—1830) — генерал-майора русской императорской армии. 
На службу поступил юнкером в Московский гусарский полк (1812 г.), из которого в следующем году был переведен в Гродненский гусарский полк, а в 1814 г. — в лейб-гвардии Гусарский полк корнетом. Произведённый в 1816 году в поручики, он в следующем году, по домашним обстоятельствам, вышел в отставку с чином штабс-ротмистра.
В кампаниях 1813—1814 годов, в Заграничном походе, участвовал в сражениях при Пирне, Дрездене, Кульме, Лейпциге и под Бутельстетом, а в 1814 году при Бар-сюр-Об, Лабриселе, Труа (за отличие в коих был награжден орденом св. Владимира 4-й ст. с бантом) и в генеральном сражении при Арси и Фершампенуазе.
В 1822 году выбран воронежским уездным предводителем дворянства, в 1825 глду назначен чиновником особых поручений при московском военном генерал-губернаторе, в 1828 году определён советником Московской палаты уголовного суда и в том же году пожалован званием камер-юнкера, а в 1831 году званием камергера. В 1839 году был произведен в статские советники и назначен обер-прокурором 6-го департамента Правительствующего Сената. Произведенный в 1842 году в действительные статские советники, он в следующем году вышел, по прошению, в отставку.
Скончался Лобанов 2 марта 1863 года, похоронен в родовой усыпальнице в Знаменской церкви Новоспасского монастыря в Москве.

## Семья
Жена (с 25 октября 1818 года) — Олимпиада Михайловна Бородина (05.06.1801—27.02.1874), единственная дочь воронежского купца Михаила Тимофеевича Бородина, утвержденного в 1809 году в дворянском достоинстве, от его брака с Гликерией Алексеевной Одинцовой; двоюродная тетка А. Н. Стрекаловой. Олимпиада Михайловна была красавица с огненным взглядом, против которого не смог устоять князь Лобанов-Ростовский и женился на ней. Ей принадлежало имение в сельце Алексеевском Воронежской губернии. 
Жила с мужем в Москве в собственном двухэтажном доме на Собачьей площади. Дети:.
- Михаил (07.09.1819—28.05.1858) — женат на Анастасии Ивановне Паскевич (1822—1892), дочери Светлейшего князя Варшавского, графа Ивана Фёдоровича Паскевича-Эриванского.
- Александр (18.12.1821—04.09.1875)
- Дмитрий (18.12.1821- сер. 1820-х)
- Анна (1823—1904), замужем (с 7 апреля 1841 года)[2] за Степаном Петровичем Шелашниковым (1812—1866). По словам И. С. Аксакова, муж её был «дурак и скотина, и нередко колотил свою жену. Она же была хотя и не красавица, но «belle femme» и имела великолепные белые руки, для чего носила большею частью черное платье с короткими рукавами»[3]. Летом 1848 года А. А. Шишков, исполненный сострадания к мадам Шелашниковой, дрался в Уфе на дуэли с её мужем и ранил его, после чего велось следствие.
- Алексей (18.12.1824-18.08.1896)
- Яков (23.05.1828-6.02.1878)